# Tallarachi
Tallarachi är en ort i Mexiko.   Den ligger i kommunen Bocoyna och delstaten Chihuahua, i den nordvästra delen av landet, 1 300 km nordväst om huvudstaden Mexico City. Tallarachi ligger 2 215 meter över havet och antalet invånare är 151.
Terrängen runt Tallarachi är lite kuperad. Runt Tallarachi är det mycket glesbefolkat, med 2 invånare per kvadratkilometer. Det finns inga andra samhällen i närheten. I omgivningarna runt Tallarachi växer huvudsakligen savannskog.